# 東近江市立能登川中学校
東近江市立能登川中学校（ひがしおうみしりつ のとがわちゅうがっこう）は、滋賀県東近江市山路町にある公立中学校。

## 沿革
- 1947年（昭和22年）4月20日 - 能登川町立能登川中学校創立
- 2006年（平成18年）1月1日 - 能登川町を含む2町の東近江市への編入合併により東近江市となり、東近江市立能登川中学校に改称

## 教育目標
活力と潤いに満ちた学校の創造

## 通学区域
旧能登川町の全域
- 東近江市立能登川北小学校
- 東近江市立能登川南小学校
- 東近江市立能登川東小学校
- 東近江市立能登川西小学校

## 交通アクセス
- 西日本旅客鉄道（JR西日本）東海道本線能登川駅下車し徒歩5分

## 著名な出身者
- 妃白ゆあ（元宝塚歌劇団星組娘役）
- カッパラッパラ（姉妹2人組の漫画家）※2人とも本校出身